# Тогасбаев, Рахмет
Рахмет Тогасбаев (каз. Тоғасбаев Рахмет; 1871 год — дата смерти неизвестна) — старший чабан колхоза имени Карла Маркса Аксуатского района Семипалатинской области, Казахская ССР. Герой Социалистического Труда (1948).
В конце 1920-х годов вступил в колхоз имени Карла Маркса Аксуатского района (сегодня — Тарбагатайский район). Трудился чабаном, старшим чабаном.
В 1947 году бригада Рахмета Тогасбаева достигла выдающихся трудовых успехов в овцеводстве. За получение высокой продуктивности животноводства в 1947 году при выполнении колхозом обязательных поставок сельскохозяйственных продуктов и плана развития животноводства удостоен звания Героя Социалистического Труда указом Президиума Верховного Совета СССР от 23 июля 1948 года с вручением ордена Ленина и золотой медали «Серп и Молот».
Дата смерти неизвестна.